# La Asunta
La Asunta es una localidad y municipio de Bolivia, ubicado en la provincia de Sud Yungas en el departamento de La Paz.
Se encuentra ubicado a 110 km de la ciudad de La Paz, capital del departamento, y se halla a 745 m s. n. m. Según el censo nacional de 2012, el municipio de La Asunta cuenta con una población de 39.105 habitantes.

## Geografía
El municipio de La Asunta se encuentra en la parte central de la provincia de Sud Yungas, en el centro-este del departamento de La Paz. Limita al suroeste con los municipios de Chulumani e Irupana, al oeste con el municipio de Coripata de la provincia de Nor Yungas y con el municipio de Caranavi de la provincia homónima, al norte limita con el municipio de Palos Blancos, al este con el municipio de Cocapata del departamento de Cochabamba, y al sur con el municipio de Inquisivi de la provincia homónima.
La Asunta presenta una topografía muy accidentada, con relieves irregulares de cerros con pendientes muy pronunciadas. Los recursos hídricos del municipio están alimentados por innumerables cascadas de incluso 400 metros de altura, con grandes caudales, siendo los principales ríos el Boopí y el Cotacajes.
La región tiene clima cálido con temperatura promedio de 28 °C, registrándose una baja en invierno de 19 °C y una humedad del 70%, con una precipitación pluvial en años normales de 1.300 mm.

## Demografía
De acuerdo con el censo boliviano de 2024, la población del municipio de La Asunta es de 45 586 habitantes.
La población del municipio se ha multiplicado casi por cuatro entre 1992 y 2024, mientras que la población de la localidad ha aumentado más del doble:
| Año  | Habitantes (municipio) | Habitantes (localidad) | Fuente |
| ---- | ---------------------- | ---------------------- | ------ |
| 1992 | 12.198                 | 949                    | Censo  |
| 2001 | 18.016                 | 1.466                  | Censo  |
| 2012 | 39.105                 | 2.143                  | Censo  |
| 2024 | 45.586                 | -                      | Censo  |

## Transporte
La Asunta se ubica a 217 kilómetros por carretera al noreste de la ciudad de La Paz, capital del departamento del mismo nombre.
Desde La Paz, la carretera nacional pavimentada Ruta 3 corre al este durante 60 kilómetros sobre el paso La Cumbre hasta Unduavi, desde donde se bifurca la Ruta 25, que continúa como camino rural sin pavimentar en dirección sureste durante 70 kilómetros hasta Chulumani y luego más al este. Desde Chulumani, un camino de tierra continúa hacia el noreste a través de Tajma. Este camino a lo largo del río Boopi está en constante peligro de derrumbes y no es transitable durante todo el año. Después de 87 kilómetros se llega a La Asunta, de ahí se sigue río abajo por Cotapata hasta el pueblo de Puerto Rico sobre el río Boopi.

## Radios
- Radio Alternativa 90.3 MHz
- Radio FM coca "La Radio de la Familia Cocalera"
- Radio Gigante Evenay 102.4 MHz
- Radio FM Bolivia (Galo Ubner)